# Dendrobium annamense
Dendrobium annamense är en orkidéart som beskrevs av Robert Allen Rolfe. Dendrobium annamense ingår i släktet Dendrobium, och familjen orkidéer. Inga underarter finns listade i Catalogue of Life.